# Jonathan Sexton
Jonathan Sexton (Dublín, 11 de juliol de 1985) és un jugador irlandès de rugbi 15 que s'exerceix com a obertura. Actualment juga per al club Leinster Rugby i en el XV del trèvol. Sexton també va ser convocat als British and Irish Lions para la gira a Austràlia 2013.

## Biografia
Sexton va començar a jugar a rugbi en l'equip d'escolar de St Mary´s College on va guanyar la lliga de 2002 enfront de l'equip Leinster  gràcies a un drop seu anotat als moments finals, la qual cosa va fer que anés fitxat per Leinster equip amb el qual va debutar com a professional en 2005 enfront de Border Reivers.
És nebot de l'ex jugador de rugbi de Garryowen, Munster i la selecció irlandesa William Sexton.Sextonés llicenciat en Comerç per la Universitat de Dublín.

## Carrera

### Clubs
La temporada 2007-08 va guanyar la Celtic League amb Leinster, i a partir del 2 de maig de 2009 es va fer amb la titularitat arran d'haver de reemplaçar a Felipe Contepomi que es va trencar el lligament creuat del seu genoll, en un partit de la semifinal de la Copa d'Europa de Rugbi contra Munster que van guanyar 25-6. Ja en la final contra Leicester Tigers en Murrayfield. Sexton va aconseguir un drop espectacular des de la línia de mig camp i també un xut a pals d'un cop de càstig que li va donar la victòria a Leinster per 16-19 a un total d'11 punts (2 penals, 1 drop i 1 conversió) sent la primera Copa de Campions que guanyava Leinster.
En 2011 Leinster torna a arribar a la final gràcies als grans partits de Sexton que li serveixen per ser considerats com un dels millors obertures d'Europa. La final d'aquella temporada, al Millennium Stadium de Cardiff, contra Northampton, Leinster es tornava a endur la copa d'europa gràcies a una gran actuació de Sexton que va fer 28 punts i li va valer per ser nomenat millor jugador del partit a part de contribuir a la victòria del seu equip per 33-22.
Al maig de 2012 Leinster i Sexton van aconseguir el seu tercer triomf en la Copa de Campions en quatre temporades davant els rivals norirlandeses de l'Ulster i es van establir com a veritables gegants del rugbi europeu del moment, en un partit que van controlar de principi a fi davant 82.000 espectadors en l'estadi Twickenham. D'aquesta manera Leinster es va convertir en el primer equip des de Leicester Tigers que repetia títol per segon any
La temporada 2012-13 va ser un èxit per Sexton ajudant a Leinster a guanyar el seu primer títol de Celtic League. En la Copa d'Europa van tenir una actuació decebedora quedant fora de la carrera pel títol en fase de grups. Malgrat el fracàs en la Copa de Campions, Sexton va ajudar a Leinster a guanyar la seva primera European Challenge Cup, un tercer títol continental en tres anys.
El gener de 2013 Sexton va informar a la federació irlandesa que no renovaria el seu contracte amb el Leinster per deixar la província a la fi de la temporada 2012-13 i fitxar pel Racing Métro 92 del top 14 francès, convertint-li en un dels jugadors millor pagats d'Europa.
És nominat com a millor jugador de l'any 2014, guardó que aniria a parar a Brodie Retallick.
A principis de 2015 surt a llum la notícia que Jonathan Sexton no renovarà el seu contracte per l'equip parisenc, que fitxaria al neozelandès Dan Carter, i tornarà a jugar amb Leinster a partir de la temporada 2015-2016, amb una decebedora fase inicial de la Copa d'Europa on foren eliminats a la fase de grups.

### Internacional
En 2008 Sexton fou seleccionat per primera vegada amb Irlanda per formar part de l'equip que jugaria el Torneig de les Sis Nacions 2008, però finalment no va formar part de la convocatòria al patir poc abans una fractura en el polze. L'any següent es va reincorporar a la selecció irlandesa. El seu primer partit amb Irlanda va ser contra Fiji a Dublín, el 21 de novembre de 2009. Des de llavors ha estat sempre que ha pogut convocat en les convocatòries de la selecció irlandesa.
En 2011 va participar en el Mundial de Nova Zelanda 2011 sent el suplent de Ronan O'Gara on Irlanda va fer una magnifica primera fase de grups on va quedar primera de grup, en guanyar els seus quatre partits tot i coincidir amb els Wallabies i Itàlia, però en el creuament de vuitens de final es van enfrontar als dracs vermells en un partit que perdrien per 22-10.
En 2014 Sexton fou una peça fonamental perquè Irlanda guanyés el Torneig de les sis nacions aconseguint 2 assaigs en l'últim partit contra França. En 2015 Sexton tornà a ser una peça clau perquè Irlanda revalidés el titulo de campió del sis nacions
Seleccionat per formar part de la selecció irlandesa de la Copa Mundial de Rugbi de 2015, va sortir de titular en el primer partit del grup; va obrir el marcador amb un cop de càstig als 13 minuts i va aconseguir un assaig en la primera part, a més de tres conversions, contribuint així a la victòria del seu equip 50-7 contra Canadà. En la segona part, va ser substituït per Sean M. Cronin. Els seus 121 metres recorreguts, un assaig, tres conversions i un cop de càstig, li van valer ser triat pels afeccionats (a través de Twitter) com a "Home del partit" (Man of the Match) en enfrontament del seu equip contra Canadà en la fase de grups.
En la victòria d'Irlanda sobre Itàlia 16-9, Johnny Sexton va anotar la majoria de punts del seu equip, amb la conversió de l'assaig de Keith Earls més tres cops de càstig. També va aconseguir puntuar en l'últim partit de la fase de grups, victòria 9-24 sobre França, amb dos cops de càstig.

## Palmarès i distincions notables
- Sis Nacions 2014 i Sis Nacions 2015
- Copa d'Europa de 2009, 2011 i 2012.
- European Challenge Cup: 2013.
- Pro 12 Rugbi: 2007–08 i 2012-13.
- Va participar en la Gira dels British & Irish Lions per Austràlia de 2013.
- Nominat a Millor Jugador del Món en 2014.